# Ruellia misera
Ruellia misera är en akantusväxtart som beskrevs av Raymond Benoist. Ruellia misera ingår i släktet Ruellia och familjen akantusväxter. Inga underarter finns listade i Catalogue of Life.